# 후테이센진
불령선인(일본어: 不逞鮮人 후테이센진[*])은 일본 제국이 일제강점기 식민지통치에 반대하는 조선인을 불온하고 불량한 인물로 지칭한 용어이다.

## 용어 의미
일본어의 후테이(不逞)는 멋대로 행동함, 도의에 따르지 않음 등의 의미를 가지고 있다. 센진(鮮人)이란 용어는 조선인을 의미하는 조센진의 약어로서, 조센진이 본디 경멸의 의미가 없는 데 반하여, 약칭은 경멸적이라는 인식이 일반적으로, 현재 일본에서는 차별용어로 정해져 있다. 일반형은 센징, 여성을 지칭할 때는 센조(鮮女)라는 용어도 사용되었다. 이시명 감독의 2009 로스트 메모리즈에서도 '불령 조선인'이라는 뜻으로 쓰인다.

## 용례
일본 총독부의 개황에 "3.1운동 이후 불령선인들의 배일감정이 통제할 수 없이 깊어졌다"라는 기록이 있다. 만주, 간도지방의 독립군 활동 이후에는 "간도지역 불령선인 초토계획"이 수립되어 군 병력이 투입되었다. 간토 대지진시의 조선인 학살사건 때의 조선인 폭동조작 때에도 이른바 "조선인 폭도"들을 "불령선인"으로 표현하였다. 이 밖에 천황이나 식민지통치에 대한 험담에서 사회주의 사상혐의 등 광범위한 반체제 인사들에게 불령선인의 딱지가 붙었다. 불령선인의 용어는 이후 일제의 기만적인 용어 사용에 대한 반항 및 조롱의 형태로, 독립운동 인사들이 스스로 자칭하기도 하였다. 박열은 《불령선인》이라는 제목의 잡지를 출간하기도 하였다.